# Кара-Мурза Володимир Олексійович
Володимир Олексійович Кара-Мурза (нар. 24 жовтня 1959, Москва, Російська РФСР — пом. 28 липня 2019, там же) — російський журналіст, теле — і радіоведучий. Член Академії російського телебачення з 2007 по 2019 рік.

## Біографія
Володимир Кара-Мурза народився 24 жовтня 1959 року в Москві. У 1981 році закінчив історичний факультет МДУ за спеціальністю «викладач історії новітнього часу». На паралельному потоці з ним навчався Олег Добродєєв, з яким Кара-Мурза підтримував дружні стосунки з 1976 по 2001 рік.
Брав участь у діяльності арт-групи «Мухомори», був співавтором магнітоальбома «Золотий диск», виступав у ролі кінооператора (техніку групі негласно надавала Катерина Дьоготь).
З 1982 по 1992 роки займався приватним репетиторством з історії, працював двірником, кочегаром.

### Робота в ЗМІ

#### Телебачення
На телебаченні з 1992 року.
У 1992—1993 роках — старший редактор, потім кореспондент щотижневої програми Євгена Кисельова «Підсумки» на РДТРК «Останкіно» (нині — «Перший канал»). Робив там матеріали на історичні теми: про Південні Курили та події в Північній Осетії. У вересні 1993 року разом з Кисельовим та іншими журналістами «Підсумків» перейшов до першої в Росії приватної загальнонаціональної телекомпанії НТВ, засновану у тому ж році Володимиром Гусинським.
В 1993—1995 роках — кореспондент служби інформації телекомпанії НТВ, робив сюжети для програми «Сьогодні» та «Підсумки». З 28 квітня 1995 по 12 квітня 2001 року — автор і ведучий інформаційно-аналітичної програми «Сьогодні опівночі» на телеканалі НТВ. У 1996 році за свою професійну діяльність удостоєний премії Союзу журналістів Росії «Золоте перо Росії». З березня 2000 по січень 2002 року — автор і ведучий щотижневої історичної програми «Свідок століття», яка спочатку виходила на НТВ, а потім — на «ТВ-6».
Під час конфлікту між власником телекомпанії НТВ Гусинським та її основним кредитором компанією «Газпром» у ніч на 14 квітня 2001 року Володимир Кара-Мурза приїхав до редакції телеканалу на 8-му поверсі телецентру «Останкіно», де вступив у жорстку полеміку з представниками «Газпрому»: Добродеєвим, Йорданом і Кулістіковим. Того ж дня разом з групою провідних журналістів НТВ написав заяву про звільнення з каналу і пішов на канал ТНТ, звідки трохи пізніше перейшов до штату телекомпанії Бориса Березовського «ТВ-6».
З квітня 2001 року по січень 2002 року — автор і ведучий інформаційно-аналітичних програм «Сьогодні опівночі на ТНТ», «Гасіть світло» і «Сьогодні на ТВ-6» (з 3 вересня 2001 року назву було змінено на «Грані») на телеканалах ТНТ і «ТВ-6». Останній ефір на «ТВ-6» провів о 23.00 21 січня 2002 року, за годину до відключення мовлення телекомпанії за розпорядженням судових приставів. Після закриття «ТВ-6» разом з іншими журналістами перейшов до штату новоствореної телеканалу ТВС, який у березні 2002 року виграв конкурс на мовлення та 1 червня 2002 року почав мовлення на шостий кнопці". З червня 2002 року по червень 2003 року Володимир Кара-Мурза — ведучий програм «Грані», «Місце друку» і «Гасіть світло» на телеканалі ТВЗ. Останній ефір на ТВС провів 19 червня 2003 року. Телеканал ТВС був відключений від ефіру за розпорядженням Міністерства друку РФ 22 червня 2003 року.
З 11 серпня 2003 року до літа 2008 року — ведучий інформаційної програми «Зараз в Росії» на телеканалі RTVi.
Двічі з'являвся в передачах загальнодоступних телеканалів як гість: в телегрі «Сто до одного» («Росія», 11 вересня 2004 року, у складі команди «Ехо Москви») і ток-шоу «Бабин бунт» («РЕН ТВ», 9 листопада 2007 р.). У 2007 році також з'явився в епізодичній ролі ведучого новин у фільмі «День виборів».
З грудня 2011 року по березень 2012 року — ведучий передачі «Головне за тиждень з Володимиром Кара-Мурзою» на Мережевому громадському телебаченні.

#### Радіо
На «Ехо Москви» у липні 2003 року йшла «Репліка Кара-Мурзи», з 2003 по 2007 рік там же — співведучий програми «Ну і деньок», з 2006 по 1 червня 2019 року (до 2013 року — спільно з телеканалом RTVi) виходила щотижнева авторська підсумкова передача «Грані тижня з Володимиром Кара-Мурзою».
З 2005 року працював на «Радіо Свобода» з авторським ток-шоу «Грані часу» (з 2005 по 2016 рік щодня по буднях, у 2017 році день через день з Муміном Шакіровим, з жовтня 2017 року по жовтень 2018 року передача виходила двічі на тиждень: у понеділок та четвер). 29 жовтня 2018 року вийшов останній випуск програми, який провів Володимир Кара-Мурза.

#### Друковані видання
З лютого до червня 2014 2019 року вів колонку про телебачення в газеті «Співрозмовник». За 5 років у виданні вийшло близько 180 нотаток автора.

### Смерть
В останні роки життя тяжко хворів, переніс кілька інсультів. Помер на 60-му році життя 28 липня 2019 року в Москві «о восьмій ранку, в день своїх іменин», про що повідомив його син Володимир-молодший. Причина смерті журналіста — відірвався тромб. Похований 31 липня 2019 року на Даниловському кладовищі поруч з могилою свого батька.

## Громадська позиція
З 2000 року був непримиренним критиком президента Володимира Путіна і взагалі російської влади. У 2004 році став одним із засновників опозиційного «Комітету-2008». У тому ж році заявив: «Оскільки я людина з історичною освітою, вважаю, що до 2008 року режим в нинішньому вигляді не зможе проіснувати».
Негативно оцінював факт анексії Криму Росію в березні 2014 року.
У своїх публікаціях регулярно критикував програми сучасного російського телебачення та їх ведучих.
У 2018 році був одним з довірених осіб Григорія Явлінського на президентських виборах.

## Родина
Батько — Олексій Сергійович Кара-Мурза (1914—1988), історик і фронтовий журналіст, у своїх роботах висвітлював Сталінградську битву. Був головним редактором фахового журналу «Викладання історії в школі».
Мати — Майя Вольдемарівна Кара-Мурза (до шлюбу Бісенікс) (нар. 1934), племінниця латвійського дипломата Георга Бісеніекса, який був звинувачений в підготовці вбивства Сергія Кірова. Внаслідок цього факту вона вважалася дочкою ворога народу і не змогла вступити до жодного з інститутів. Познайомилася з Олексієм Сергійовичем у технікумі, в якому той викладав, і стала його другою дружиною. У 2000-ті роки — активістка товариства нащадків жертв політичних репресій товариства «Меморіал».
Бабуся по матері — Лія Канторович, радянська героїня у німецько-радянській війні.
Був одружений двічі.
Син від першого шлюбу — громадський діяч, політик і публіцист Володимир Кара-Мурза-молодший. Виховував також доньку другої дружини від її минулих відносин.